# گرانیتسیوتیس
گرانیتسیوتیس رودی است که به رود ایچلس می‌ریزد. این رود از کشور یونان می‌گذرد.